# Katharinenviertel (Osnabrück)

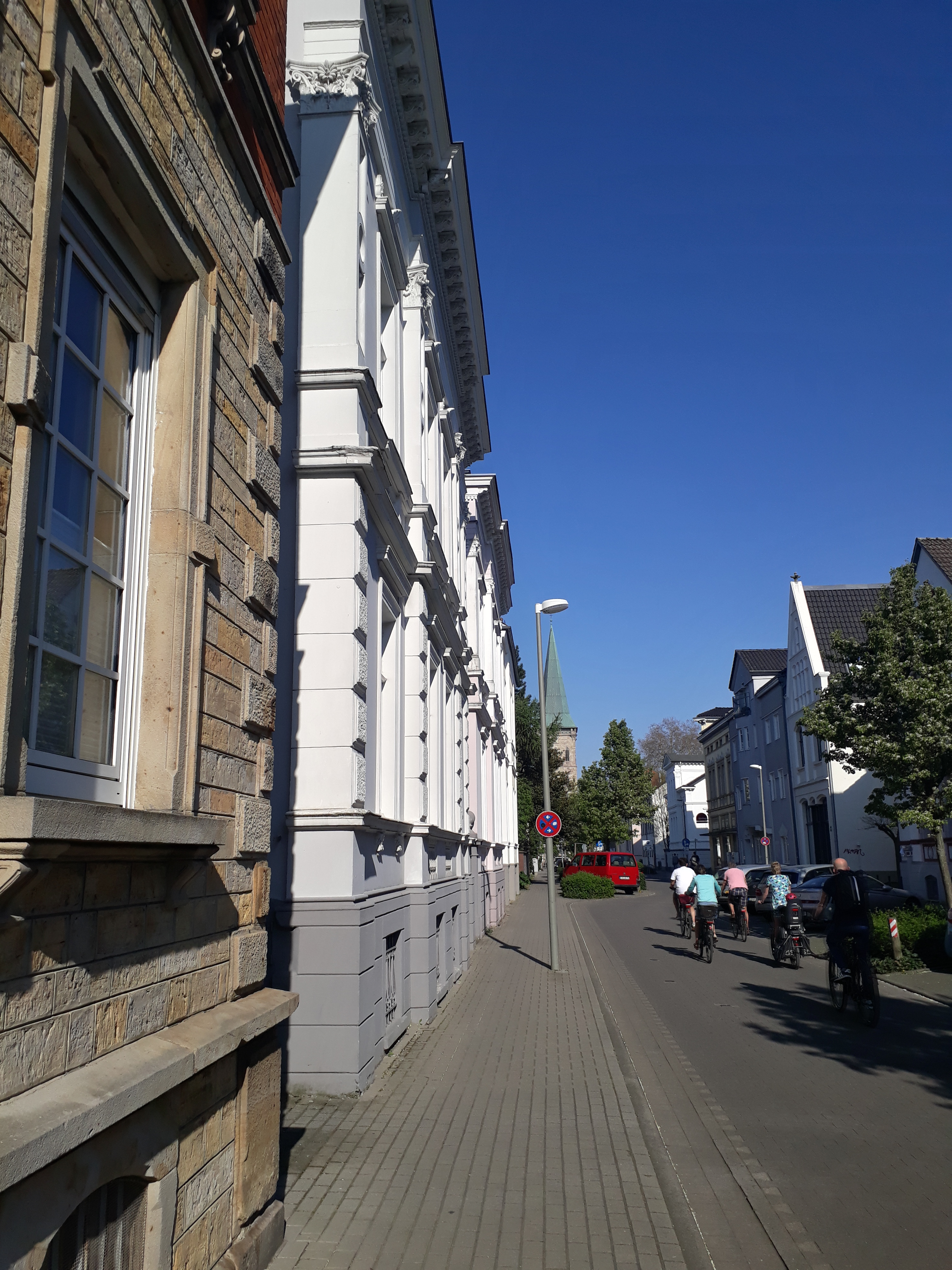
Blick in die Katharinenstraße in Richtung Katharinenkirche

Das Katharinenviertel ist ein Stadtviertel im Osnabrücker Stadtteil Weststadt. Namensgebend ist die das Quartier durchziehende Katharinenstraße, die auf die Katharinenkirche in der Innenstadt zuführt. Es ist das einzige noch erhaltende Altbauviertel der Stadt.

## Lage

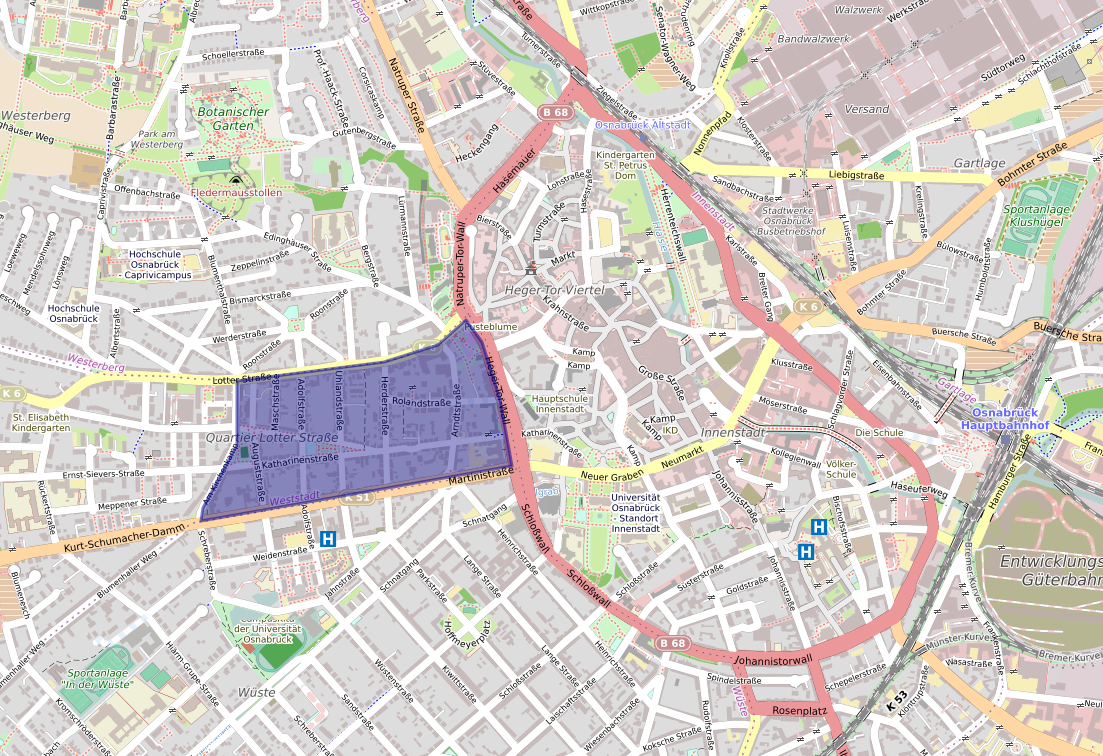
Lage des Katharinenviertels im östlichen Teil der Weststadt angrenzend an die historische Altstadt Osnabrücks

Das Katharinenviertel bildet den östlichsten Teil des Stadtteils Weststadt und liegt westlich des Heger-Tor-Walls, der es von der historischen Altstadt (Stadtteil Innenstadt) trennt. Im Norden grenzt es entlang der Lotter Straße an den Stadtteil Westerberg und im Süden entlang der Martinistraße an den Stadtteil Wüste. Im Westen wird es durch die Straße Am Kirchenkamp begrenzt.
Das Quartier hat keine administrative Bedeutung, da Osnabrück eine Untergliederung auf der Ebene von Stadtvierteln offiziell nicht kennt. Die Abgrenzung des Viertels entspricht den vier amtlichen statistischen Bezirken 020 bis 023, die zusammen eine Fläche von 32,595 ha (0,326 km²) umfassen.

## Geschichte
Bis ins 19. Jahrhundert hinein erstreckte sich vor dem Heger Tor größtenteils Gartenland, das unter der Verwaltung der Martinianer Laischaft stand. Erst mit dem Wegfall des Festungsgebots 1843 wurde eine Bebauung außerhalb der Stadtmauern möglich. Dies war aufgrund der verdichteten Osnabrücker Kernstadt mit zum Teil katastrophalen hygienischen Zuständen notwendig geworden. So entstand zwischen dem Kanal, der die Martinianer von der Neustädter Laischaft abgrenzte (die heutige Martinistraße), und der Straße nach Lengerich am Fuße des Westerbergs (der heutigen Lotter Straße) das erste große Stadterweiterungsgebiet Osnabrücks. Anfang der 1870er Jahre wurde mit dem Anlegen von Straßen und dem Bau von Häusern, insbesondere entlang der Arndt-, Adolf-, Katharinen- und Lotter Straße, begonnen. Zunächst handelte es sich um Ein- bis Zweifamilienhäuser, mit der Jahrhundertwende dann vermehrt auch um Mietshäuser, später kamen öffentliche Bauten hinzu. Trotzdem behielt das Katharinenviertel seinen Charakter als Wohnquartier mit gemischter Sozialstruktur. Auch jüdische Bürger siedelten sich an. Mit den Pogromen durch die Nationalsozialisten wurden die Synagoge zerstört und ihre Mitglieder verfolgt. Nachdem das Viertel den Zweiten Weltkrieg ohne größere bauliche Schäden überstanden hatte, bildete sich am damaligen Augustenburger Platz ein Schwarzmarkt, Kriegsflüchtlinge wurden in vielen Wohnungen einquartiert. Durch den Ausbau Osnabrücks zur autogerechten Stadt häuften sich in den 1980er Jahren die Autounfälle, sodass das Katharinenviertel gänzlich verkehrsberuhigt wurde. Das Katharinenviertel zählt heute zu den begehrtesten Wohnlagen der Stadt, was sich in stetig steigenden Miet- und Eigentumspreisen ablesen lässt. In Teilen wird von einer Gentrifizierung gesprochen.

## Bebauung und Grünflächen
Trotz der Bombardierung Osnabrücks während des Zweiten Weltkriegs, blieb das Katharinenviertel weitestgehend unzerstört, sodass neben der ursprünglichen Straßenführung auch die Bebauung aus der Gründerzeit größtenteils erhalten blieb. Der überwiegende Altbaubestand zeichnet sich durch eine Vielzahl von Baudenkmälern und Architektur unterschiedlicher Epochen aus. Hervorzuheben sind hierbei die ersten Gebäude aus den 1870er Jahren im Stil des Spätklassizismus im Osten des Quartiers, die meist zweigeschossig für ein bis zwei Familien erbaut wurden (Arndtstraße). Erst am Ende des 19. Jahrhunderts entstanden klassische mehrgeschossige Mietshäuser, die häufig mit Fassadengestaltung aus unterschiedlichen Epochen versehen wurden (Uhlandstraße). Mietskasernen wie in anderen Industriestädten konnten in Osnabrück jedoch durch eine neue, reglementierende Bauordnung 1905/06 nicht entstehen. Anfang des 20. Jahrhunderts wurden neobarocke Stadtvillen bzw. Einfamilienhäuser im Schatten der Bezirksregierung errichtet (Rolandstraße). In den 1920er Jahren hielt größere Sachlichkeit Einzug in den Baustil (Herder- und Auguststraße). Im Zentrum sowie im Norden des Viertels stehen weite Teile der Bebauung unter Denkmalschutz.

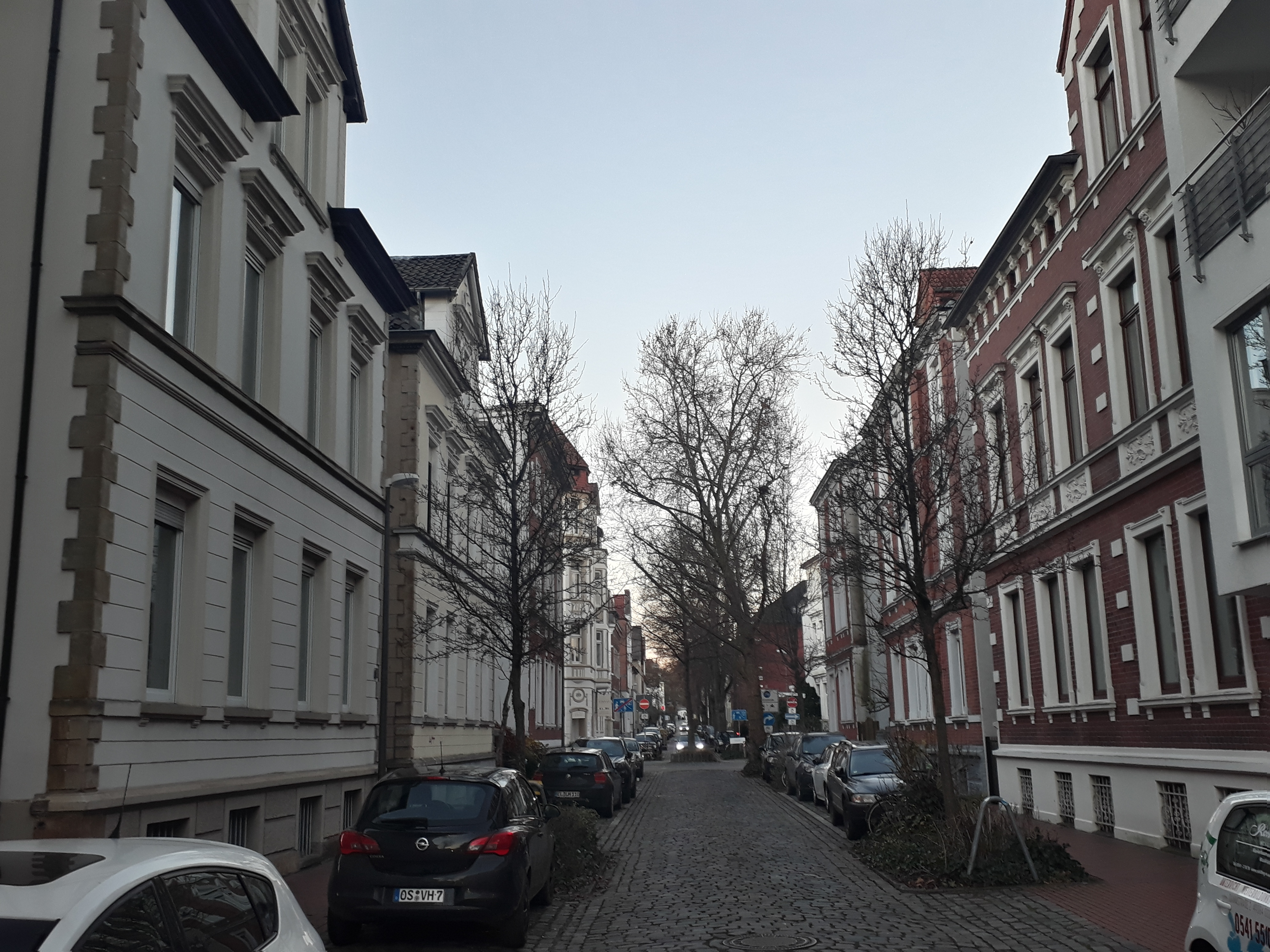
Typische gründerzeitliche Bebauung im Katharinenviertel hier in der Herderstraße

Mit dem Carl-Hermann-Gosling-Platz und dem Gustav-Heinemann-Platz (ehemals Augustenburger Platz) befinden sich zwei Grünflächen mitten im Viertel, die über Sport- und Spielplätze verfügen und von den Bewohnern als Treffpunkte genutzt werden. Im Block zwischen Uhland- und Herderstraße befindet sich die „Grüne Lunge“ des Quartiers: Ein begrüntes Innenkarree, das durch das Engagement der Anwohner vor Bebauung geschützt wurde. Aus der Zeit des Viertels als Gartenland sind einige Heckengänge – wie etwa der Uhlenfluchtweg – erhalten, die die rückseitigen Gärten miteinander verbinden.

## Einrichtungen und Sehenswürdigkeiten

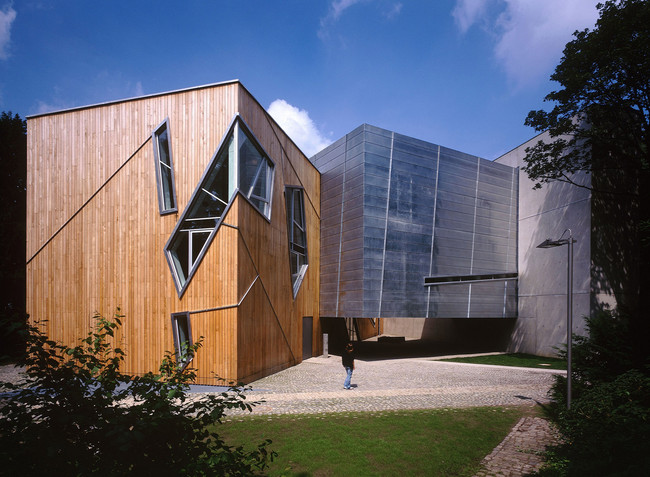
Felix-Nussbaum-Haus im Museumsquartier am Wall

Im östlichen Teil des Katharinenviertels, der an die Innenstadt grenzt, finden sich eine Vielzahl kultureller und öffentlicher Einrichtungen: So befindet sich im nordöstlichsten Block entlang des Heger-Tor-Walls das sogenannte Museumsquartier: Es umfasst das überregional bekannte Felix-Nussbaum-Haus, das u. a. als Stadtmuseum fungierende Kulturgeschichtliche Museum, die Villa Schlikker sowie das Akzisehaus. Dahinter liegt an der Arndt-, Ecke Lotter Straße die zweite Spielstätte des Theater Osnabrücks, das emma-Theater, mit 96 Plätzen. Es teilt sich den Gebäudekomplex mit der 1833 gegründeten Möser-Realschule. Bis 1980 war hier das Ernst-Moritz-Arndt-Gymnasium beheimatet. Weiter südlich befindet sich das im Jahr 1900 erbaute Gebäude des ehemaligen Regierungsbezirks Osnabrück, das heute die Polizeidirektion Osnabrück beheimatet. Daran schließt sich in der Alte-Synagoge-Straße das Denkmal für die 1938 von den Nazis zerstörte Alten Synagoge an. Im südöstlichen Block dominieren Institutionen der Universität: Hier befinden sich das Juridicum, der Fachbereich Wirtschaftswissenschaften und Teile der Verwaltung.

## Bevölkerungsstruktur
Sozialstatistisch ist das Katharinenviertel in die Planungsräume 020 und 022 unterteilt. Auf dieser kleinräumigen Ebene werden im Zuge des städtischen Sozialmonitorings Daten zur Sozialstruktur des Quartiers erhoben. In den beiden Planungsräumen lebten mit Stand 2019 zusammengefasst 2693 Einwohner. Umgerechnet auf die Fläche entspricht dies einer Bevölkerungsdichte von 8262 Einwohnern/km². im Stadtvergleich ist dies eine sehr hohe Bevölkerungsdichte; wäre das Katharinenviertel ein eigener Stadtteil, wäre er der dichtestbesiedelte der Stadt.
Die Einwohner des Katharinenviertels haben den Ruf einer bürgerlichen Klientel und überdurchschnittlich positiver Sozialdaten, was anhand des sozialräumlichen Monitorings aus dem Jahr 2021 bestätigt werden kann: So ist die Arbeitslosigkeit gering mit stabiler bis positiver Entwicklung. Ebenfalls die Kinderarmut, die östlich der Uhlandstraße bei 11 %, westlich hingegen bei lediglich 2 % liegt. Hinsichtlich der Altersarmut erzielt das Katharinenviertel hingegen nur mittlere Werte. Darüber hinaus ist die Fluktuationsquote im Quartier tendenziell eher gering und auch der Anteil von Migranten an der Gesamtbevölkerung liegt mit 13 % bzw. 14 % unter dem gesamtstädtischen Durchschnitt. Insgesamt wird für das Quartier ein hoher Sozialstatus angenommen.
Bei der Bundestagswahl 2021 entsprachen die Wahlbezirke 601 und 602 am ehesten den Grenzen des Katharinenviertels, wobei ersterer noch vier Wohnblöcke der gegenüberliegenden Vorderen Wüste fasste. In beiden Wahlbezirken wurde Bündnis 90/Die Grünen mit 39,4 % bzw. 43,3 % aller Zweitstimmen deutlich die stärkste Kraft. Auch Die Linke konnte hier geringfügig besser abschneiden als im städtischen Durchschnitt. Alle anderen Parteien gewannen im Katharinenviertel unterdurchschnittliche Zweitstimmenanteile. Folglich stimmte der Großteil bei der gleichzeitig stattfindenden Oberbürgermeisterstichwahl für die Kandidatin der Grünen.
Aufgrund der innenstadtnahen Lage, der sanierten Altbauten und der stabilen Sozialstruktur zeichnet sich das Katharinenviertel durch eine gute bis gehobene Lage ab und die Mieten liegen inzwischen bei 9,30 € bis 10,30 € pro Quadratmeter und damit über dem gesamtstädtischen Durchschnitt von 8,80 € pro Quadratmeter. Damit ist das Quartier einer der teuersten in ganz Osnabrück.

## Jüdisches Leben

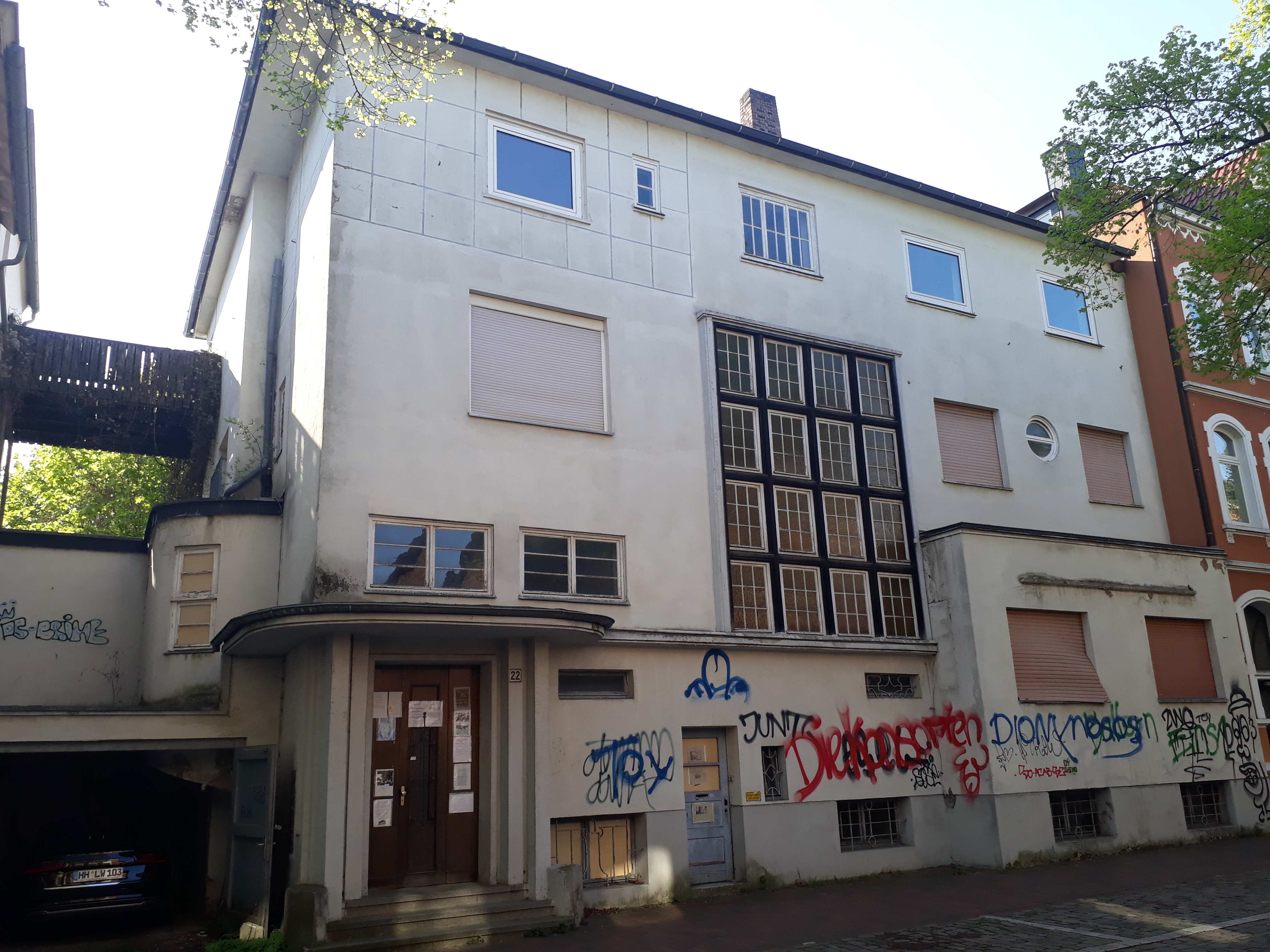
Verfallende Villa Flatauer in der Herderstraße 22 (Stand: 2019)

Das Katharinenviertel war bis zur nationalsozialistischen Herrschaft das Zentrum jüdischen Lebens Osnabrück. Bis zur Pogromnacht 1938 stand in der Rolandstraße die 1906 erbaute Synagoge der Stadt, die durch die Nazis zerstört wurde. Heute erinnert die Alte-Synagoge-Straße sowie ein Denkmal an das jüdische Gotteshaus, das im westlichen Teil der Weststadt 1969 neu entstand. Neben der Gemeinde und verschiedenen jüdischen Vereinen war auch die Israelitische Elementarschule, eine Grundschule, an die Synagoge angeschlossen. Am Uhlenfluchtweg befand sich der Tennisplatz des Jüdischen Turn- und Sportvereins, der sich aufgrund des Ausschlusses aller jüdischen Mitglieder aus dem Osnabrücker Turnvereins 1924 gründen musste. Außerdem lebten viele Jüdinnen und Juden im Viertel und hatten hier ihre privaten Häuser. Neuerliches Interesse an der lokalen jüdischen Geschichte kam durch den allmählichen Verfall der im Bauhausstil errichteten Villa der Familie Flatauer an der Herderstraße 22. Sie steht sinnbildlich für die Verankerung jüdischen Lebens im Quartier, aber auch die Enteignung und Vertreibung jüdischer Osnabrücker. Um auf das geschichtsträchtige Gebäude und seine Erhaltungswürdigkeit aufmerksam zu machen, wurde es 2019 von Aktivisten kurzzeitig besetzt. Das Felix-Nussbaum-Haus an der Lotter Straße stellt seit 1998 die Werke des jüdischen Malers aus Osnabrück aus. 

## Sonstiges
Der Bürgerinnen- und Bürgerverein Katharinenviertel e.V. kümmert sich seit 1991 um die Belange der Bewohner und veröffentlichte 2020 mit dem Buch „Das Katharinenviertel – Vom Gartenland zum Wohnquartier“ ein umfangreiches Werk zur Geschichte des Quartiers.